# Dassault Falcon 10
Ne doit pas être confondu avec Dassault Falcon 10X.
Dimensions
Le Falcon 10 est un biréacteur d'affaires construit par Dassault Aviation à partir de 1969. Il s'agit du second avion d'affaires de la famille Falcon construit par Dassault Aviation.

## Historique
Étudié à partir de 1969, il succéda au Falcon 20 avec des dimensions réduites mais une distance franchissable accrue qui se voulait proche de 3 000 km. Avant même le premier vol, Pan Am en commanda 40 et une filiale de Lufthansa, 15.
Le 1er décembre 1970, le prototype effectua son premier vol piloté par Hervé Leprince-Ringuet. Il était équipé de 2 réacteurs à simple flux General Electric CJ610, qui seront remplacés par deux Garrett TFE731-2-1C, avant de reprendre les essais en vol le 15 octobre 1971. Il est le premier avion au monde à utiliser la fibre de carbone pour l'intégralité de ses caissons de voilure.
Les essais initiaux furent endeuillés, le 31 octobre 1972, par la perte de l'équipage du prototype d'essai — alors dénommé Mystère 10.01 — lors de la rupture en vol de la structure au-dessus de Romorantin, à l’issue d’un essai de déroulement des trims latéraux. L'appareil était piloté par le commandant de l'armée de l'air Alain Trétout, promotion 1956 de l’École de l'air et précédemment pilote de marque du Mirage F1 au Centre d’expériences aériennes militaires (CEAM). L'ingénieur de vol était Jacques Ladeux. Ils furent tous deux cités à l'ordre de la Nation par le premier ministre de l'époque, Pierre Messmer, sur proposition du ministre d’État chargé de la Défense nationale, Michel Debré. Ladite citation rappelait les faits suivants : « Équipage d'essai que ses hautes compétences aéronautiques et sa grande expérience du vol avaient fait choisir pour la mise au point d'un prototype d'avion de liaison à réaction. A trouvé la mort lors d'un vol d'essai le 31 octobre 1972. ». Une stèle commémore ce drame, dressée sur le bord de la D 60 entre Selles-Saint-Denis et Loreux, proche du lieu-dit Pioté. Ce fut le seul accident lors de la mise au point de toute la série des Falcon.
Le Falcon 10 détient, depuis le 29 mai 1973, le record international de vitesse en circuit fermé sur 2 000 km, pour des avions de 6 à 8 tonnes, à la vitesse moyenne de 917 km/h. Le Falcon 10 est à son époque le plus rapide des avions d'affaires : il est surnommé le « Corporate bullet » par les pilotes.
Le programme Falcon 10 est arrêté en 1985 après une production de 212 avions. Néanmoins, les Falcon 10 restent très appréciés pour leur fiabilité et leur surmotorisation. 

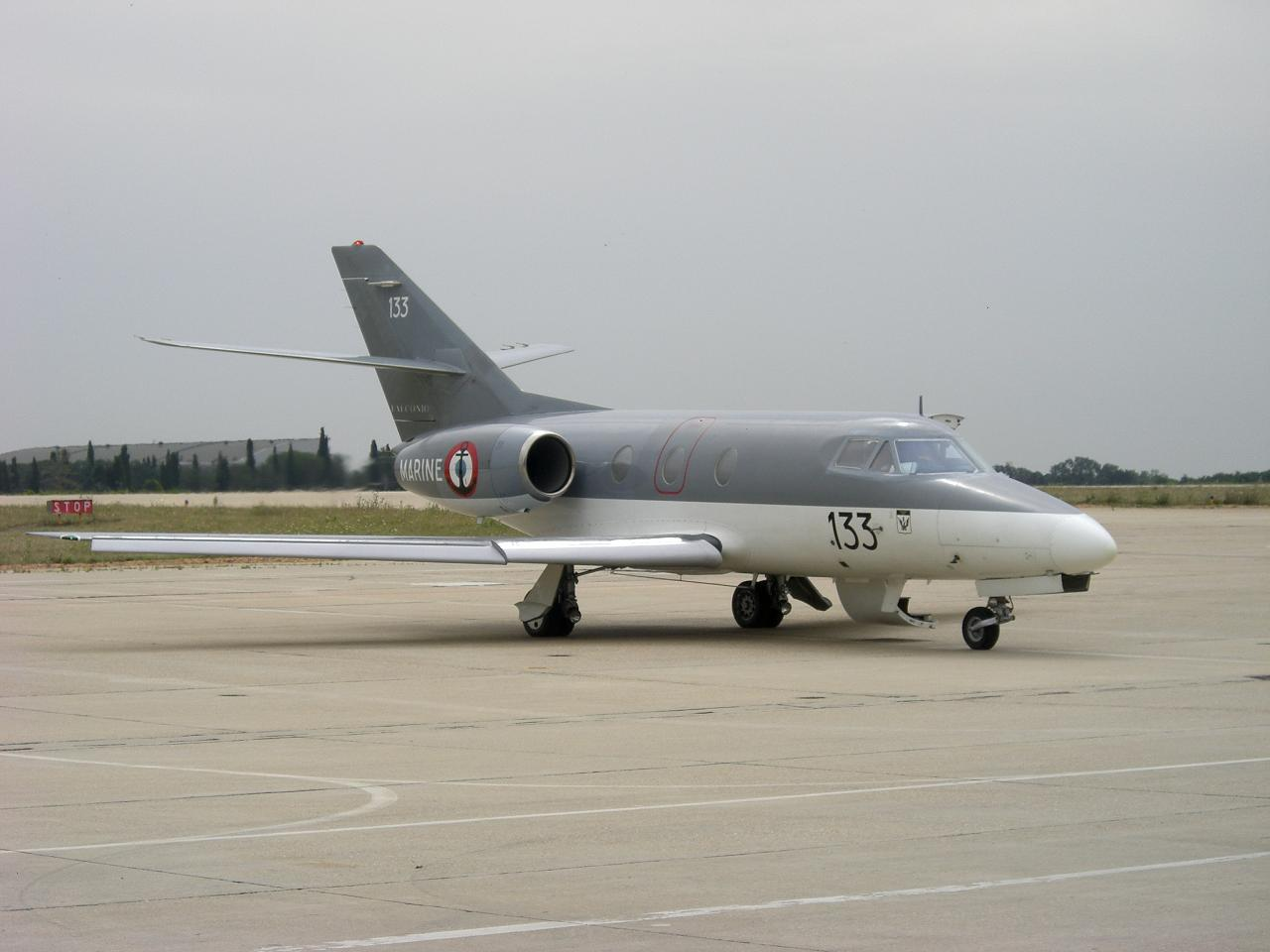
Le Falcon 10 Mer no 133 sur le parking de la BAN Nîmes-Garons.

La production débuta en 1971 et s'est terminée en 1991 par l'avion no 226.
Une version d'entraînement et de surveillance maritime, le Falcon 10 Mer, est actuellement en service dans l'Aviation navale.
Ces avions sont capables d’atterrir au London City Airport situé quasiment au cœur de Londres, dont l'approche est en très forte pente.
Le chef d'orchestre Herbert von Karajan en possédait un, qu'il pilotait lui-même.

### Falcon 100

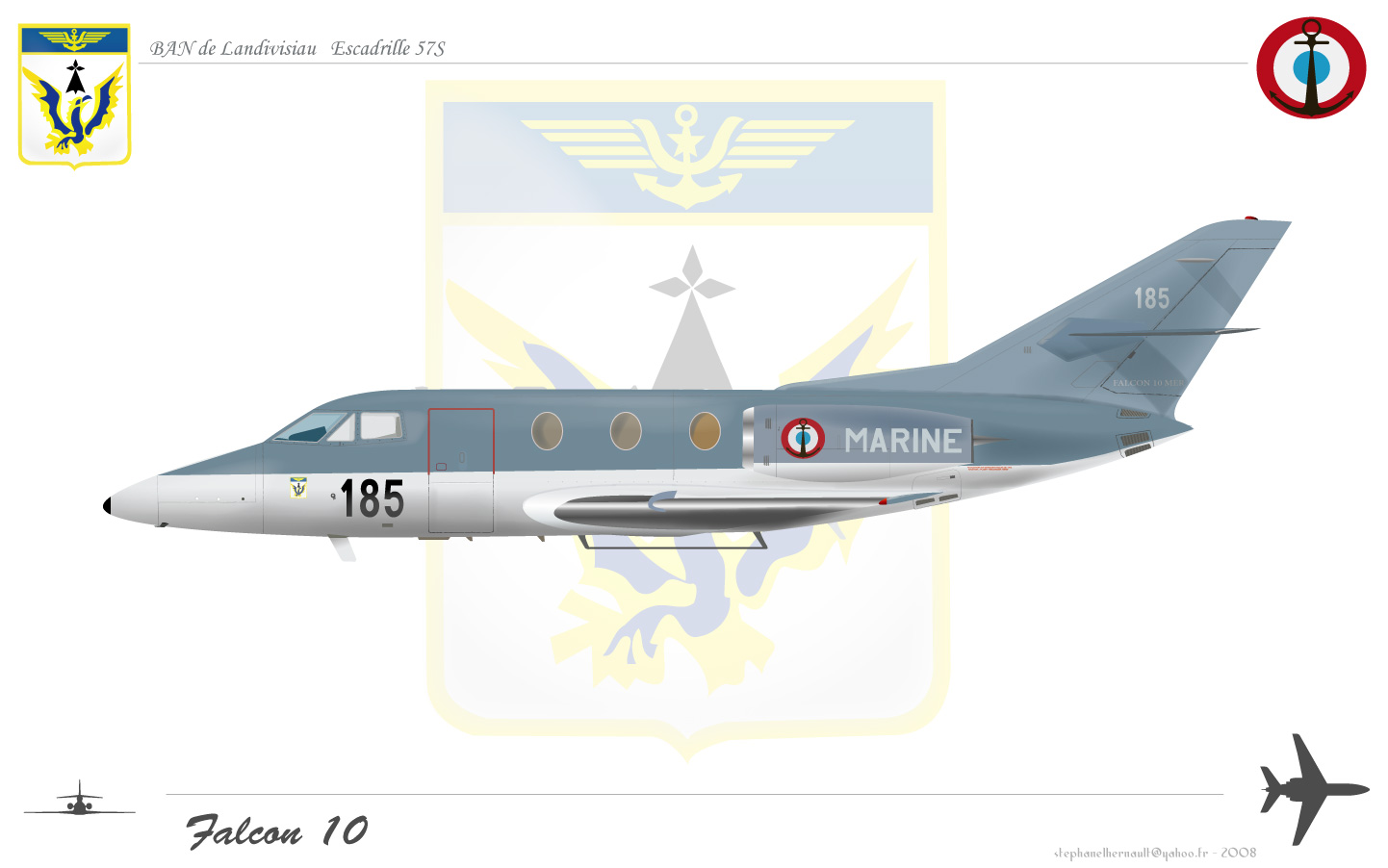
Falcon 10 Escadrille 57S.

Le Falcon 100 est une évolution du Falcon 10 présentée en 1977. Le Falcon 100, équipé de deux réacteurs Garrett TFE 731-2, présente un quatrième hublot sur le côté droit de l’appareil ajoutant à la luminosité intérieure, une soute à bagages avec accès extérieur et une cabine plus vaste que le Falcon 10.
Le Falcon 100 est le premier avion d’affaires certifié avec des écrans couleur qui remplacent les instruments électro-mécaniques dans le poste de pilotage (Electronic Flight Instrument System). À la sécurité accrue, il ajoute les possibilités d’information très enrichies et le choix de l’information présentée au pilote. Le système comporte quatre tubes identiques groupés en deux ensembles séparés plus un écran multifonction qui sert de radar météo ainsi qu’à la présentation de la navigation ou de la check-list.

### Développement lié
- Dassault Falcon 20
- Dassault Falcon 50

### Aéronefs comparables
- Aerospatiale Corvette
- Raytheon Hawker 800